# Luiz Ejlli
Luiz Ejlli (Shkodër, 12 juli 1985) is een populaire zanger uit Albanië.

## Zangcarrière
Ejlli won in 2004 de Albanese versie van Idols en moest het vervolgens net afleggen tegen Ledina Çelo in de nationale voorronde voor het Eurovisiesongfestival, Festivali i këngës. Een jaar later slaagde hij er wel in te winnen.

## Eurovisiesongfestival
Nadat hij de Albanese preselectie won voor het Eurovisiesongfestival 2006 met het nummer Zjarr e ftohtë besliste hij om in het Albanees te zingen, het was de eerste keer dat Albanië voor zijn eigen taal koos. Op het songfestival werd hij begeleid door een aantal oudere heren gehuld in traditionele kleding. Hij werd 14de op 23 kandidaten.